# Jelena Žarić Kovačević
Jelena Žarić Kovačević (cyr. Јелена Жарић Ковачевић; ur. 2 maja 1981 w Niszu) – serbska polityczka i prawniczka, parlamentarzystka, minister administracji publicznej i lokalnej (2024–2025), minister rodziny i demografii (od 2025).

## Życiorys
Absolwentka prawa na Uniwersytecie w Niszu, na tej samej uczelni uzyskała magisterium z nauk prawnych. Praktykowała w zawodzie adwokata. W 2012 objęła funkcję zastępczyni sekretarza zgromadzenia miejskiego w Niszu. Działaczka Serbskiej Partii Postępowej, w 2021 weszła w skład prezydium tego ugrupowania. Z ramienia skupionej wokół SNS koalicji uzyskiwała mandat posłanki do Zgromadzenia Narodowego w wyborach w 2016, 2020, 2022 i 2023.
W maju 2024 powołana na urząd ministra administracji publicznej i lokalnej w rządzie Miloša Vučevicia. W utworzonym w kwietniu 2025 gabinecie Đura Macuta przeszła na stanowisko ministra rodziny i demografii.